# Dario Palermo
Dario Palermo (Milão, 14 de junho de 1970) é um compositor italiano.

## Biografia
Dario Palermo iniciou seus estudos musicais no violão clássico com a idade de nove anos, posteriormente, após estudos em percussão com  Italo Savoia (Teatro alla Scala de Milão, La Scala)  e logo após no Civica Scuola di Musica di Milão com David Searcy e Jonathan. Scully (Teatro alla Scala de Milão). Nos primeiros anos de sua carreira como artista, ele jogou por toda a Europa em vários conjuntos, grupos de câmara e orquestras, entre outros, Vaclav Neumann, Christa Ludwig, Thomas Allen e Claudio Abbado. .
Durante os mesmos anos no Civica Scuola di Musica, Dario Palermo matriculou-se em estudos de composição inicialmente com Massimiliano Carraro e depois com Giorgio Taccani e Giovanni Verrando. Dario  Palermo também frequentou seminários e classes com Pierre Boulez, Franco Donatoni, Emmanuel Nunes, Aldo Clementi e particularmente com Gérard Grisey.
Em 2003,  ele foi selecionado pelo painel de leitura do IRCAM, Institut de Recherché et coordenação Acoustique/Musique de Paris, composição e tecnologias de computador de música. Desde 2003,  ele viveu entre a França e o Reino Unido, onde completou o doutorado em composição e tecnologias na Universidade de East Anglia, sob a supervisão de Simon Waters. Em 2011, ele foi premiado com uma Royal Philharmonic Society - Drummond Fundo para um novo trabalho.
Entre 1993 e 1999 colaborou com o Agon, centro de investigação e produção através do uso de eletrônicos e tecnologias de computador, com Luca Francesconi como diretor artístico. Em  Agon, envolveu-se na programação e realização de concertos, instalações, obras de música-teatro e festivais.
Dario Palermo compôs obras para forças variando entre instrumentos solo e orquestra, em grande medida, envolvendo o uso de novas tecnologias e dispositivos de música eletroacústicos. Suas composições  foram executadas em toda a Europa, Américas e Ásia. Ele recebeu comissões de muitos organização, festival, conjuntos e grupos de câmara. Seus trabalhos mais recentes têm sido estreada no  Kings Place, Londres; Mediarte Festival, Monterrey;  Sonorities Festival, Belfast; Southbank Centre e Southbank Centre, Purcell Room, Londres; Centro Nacional de las Artes, Cidade do México; Gare du Nord,  Basileia; Visiones Sonoras Festival, Morelia; Bienal de Veneza.
Desde 1995, ele ensinou composição, teoria e análise, electro composição acústica e novas tecnologias; entre 1999 e 2002, juntou-se o Centro Tempo Reale, Florença, Itália, para trabalhar e realizar o projeto Luciano Berio para Alfabetização Musical básica para crianças através do uso de novas tecnologias. Ele foi convidado para palestras em cursos especiais, seminários avançados e master classes em vários conservatórios e universidades em todo o mundo

## Trabalhos selecionados
Instrumental
- Duo, for Horn and Marimba (2019)
- Etude nr.1, pour Piano (2015)
- Quatre Miniatures, pour deux Violons (2015)
- Trois Miniatures, pour Guitare Quarteto (2014)
- RO - Première danse de la Lune, para a drum-set de percussão e electrónica em tempo real (2011/12)
- The Difference Engine, for string quartet, mezzo-soprano and real time electronicsl (2010/11)
- Trance - Five Abstract Stations, for male Voice & real time electronics  (2009)
- Ritual, versão para Viola, de composição em tempo real e live electronics (2007-2008)
- Ritual, para Viola d'Amore, de composição em Tempo Real e Live Electronics (2006-2007)
- Êxodos...Lands, for Horn, Vibraphone, Viola (2005-2006)
- Following The White Rabbit, for Contrabass Flute, Two Contrabass Clarinets, Contrabassoon and Live Electronics  (2000)
- Move_On, for Piccolo & Live Electronics  (2000)
- Cilla_Pusut, for female Vocal quartet, Mezzo-Soprano & Electronics (2000)
- Latitudes I, for Contrabass Flute & Live Electronics (1998)
- Lied II, for Bass Clarinet (1995)
- Oltre La Tela - Beyond The Canvas, (1993)
- Danza, for Violoncelo solo (1993)

Ensemble – Orquestra De Ópera
- II - für sechs Stimmen (2018)
- Khantor's lollipops & the conjecture of the Pompeiu problem, a miniature  opera (2017)
- sur l''excitation des corps, une miniature pour piano et ensemble (2016/17)
- Still Life, v. IV, a film opera - for mezzo-soprano, contralto, trumpet, film and real time electronics (2013/14)
- Still Life v. II, a film opera – responsive environment, for Drum-set Percussion, real time electronics audio & video  (2013)
- músic for The Difference Engine, for string quartet, mezzo-soprano, two dancers, real time electronics audio & video (2010/11)
- Latitudes Del Silencio, for ensemble  (2004-2006)

Variável - Multimídia
- Sill_Life, a sound-video-scape live environment installation, live responsive environment (2012/13)
- Two Perspectives, For two performers and real-time electronic composition  (2010)
- DISCOMBOBULATOR, (2009)
- Cyborg, for female Voice, Real Time Audio & Video (2002)

## Discografia
Dario Palermo  Difference Engines 
Monográfico CD – «Amirani Contemporary». www.amiranirecords.com - AMRN 040 - 04C - 2015
Arditti String Quartet; Catherine Carter, soprano; Milo Tamez, drum-set de percussão; Jean-Michel Van Schouwburg, tenor